# David Neres
David Neres Campos (phát âm tiếng Bồ Đào Nha: [daˈvid ˈnɛris]; sinh ngày 3 tháng 3 năm 1997) là một cầu thủ bóng đá chuyên nghiệp người Brasil hiện đang thi đấu ở vị trí tiền đạo cho câu lạc bộ Napoli tại Serie A và đội tuyển quốc gia Brasil. Anh thường thi đấu ở vị trí tiền vệ chạy cánh.

## Thống kê sự nghiệp

### Câu lạc bộ
Tính đến ngày 8 tháng 12 năm 2024.
| Câu lạc bộ       | Mùa giải     | Giải đấu                 | Giải đấu | Giải đấu | Cúp quốc gia | Cúp quốc gia | Châu lục | Châu lục | Khác | Khác | Tổng cộng | Tổng cộng |
| Câu lạc bộ       | Mùa giải     | Hạng đấu                 | Trận     | Bàn      | Trận         | Bàn          | Trận     | Bàn      | Trận | Bàn  | Trận      | Bàn       |
| ---------------- | ------------ | ------------------------ | -------- | -------- | ------------ | ------------ | -------- | -------- | ---- | ---- | --------- | --------- |
| São Paulo        | 2016         | Série A                  | 8        | 3        | 0            | 0            | 0        | 0        | 3    | 0    | 11        | 3         |
| Jong Ajax        | 2016–17      | Eerste Divisie           | 4        | 2        | —            | —            | —        | —        | —    | —    | 4         | 2         |
| Jong Ajax        | 2017–18      | Eerste Divisie           | 1        | 1        | —            | —            | —        | —        | —    | —    | 1         | 1         |
| Jong Ajax        | Tổng cộng    | Tổng cộng                | 5        | 3        | —            | —            | —        | —        | —    | —    | 5         | 3         |
| Ajax             | 2016–17      | Eredivisie               | 8        | 3        | 0            | 0            | 4        | 0        | —    | —    | 12        | 3         |
| Ajax             | 2017–18      | Eredivisie               | 32       | 14       | 2            | 0            | 3        | 0        | —    | —    | 37        | 14        |
| Ajax             | 2018–19      | Eredivisie               | 29       | 8        | 6            | 1            | 15       | 3        | —    | —    | 50        | 12        |
| Ajax             | 2019–20      | Eredivisie               | 12       | 6        | 0            | 0            | 8        | 0        | 0    | 0    | 20        | 6         |
| Ajax             | 2020–21      | Eredivisie               | 25       | 3        | 4            | 2            | 10       | 3        | —    | —    | 39        | 8         |
| Ajax             | 2021–22      | Eredivisie               | 15       | 3        | 1            | 0            | 5        | 1        | 1    | 0    | 22        | 4         |
| Ajax             | Tổng cộng    | Tổng cộng                | 121      | 37       | 13           | 3            | 45       | 7        | 1    | 0    | 180       | 47        |
| Shakhtar Donetsk | 2021–22      | Ukrainian Premier League | 0        | 0        | 0            | 0            | 0        | 0        | —    | —    | 0         | 0         |
| Benfica          | 2022–23      | Primeira Liga            | 31       | 6        | 3            | 1            | 12       | 4        | 2    | 1    | 48        | 12        |
| Benfica          | 2023–24      | Primeira Liga            | 24       | 5        | 2            | 0            | 9        | 0        | 0    | 0    | 35        | 5         |
| Benfica          | Tổng cộng    | Tổng cộng                | 55       | 11       | 5            | 1            | 21       | 4        | 2    | 1    | 83        | 17        |
| Napoli           | 2024–25      | Serie A                  | 13       | 1        | 2            | 1            | —        | —        | —    | —    | 15        | 2         |
| Career total     | Career total | Career total             | 200      | 54       | 19           | 5            | 64       | 11       | 6    | 1    | 294       | 72        |

1. ↑  Bao gồm KNVB Cup, Taça de Portugal, Coppa Italia
2. ↑  Số lần ra sân tại Copa Paulista
3. ↑  Số lần ra sân tại UEFA Europa League
4. ↑  Hai lần ra sân tại UEFA Champions League, một lần ra sân tại UEFA Europa League
5. 1 2 3 4  Số lần ra sân tại UEFA Champions League
6. ↑  Bốn lần ra sân và một bàn thắng tại UEFA Champions League, sáu lẩn ra sân và hai bàn thắng tại UEFA Europa League
7. ↑  Ra sân tại Johan Cruyff Shield
8. ↑  Số lần ra sân tại Taca da Liga
9. ↑  Ba lần ra sân tại UEFA Champions League, sáu lẩn ra sân tại UEFA Europa League

### Quốc tế
Tính đến ngày 18 tháng 10 năm 2023.
| Đội tuyển quốc gia | Năm       | Trận | Bàn |
| ------------------ | --------- | ---- | --- |
| Brasil             | 2019      | 7    | 1   |
| Brasil             | 2023      | 1    | 0   |
| Tổng cộng          | Tổng cộng | 8    | 1   |

#### Bàn thắng quốc tế
| #  | Ngày               | Địa điểm                                     | Đối thủ  | Bàn thắng | Kết quả | Giải đấu |
| -- | ------------------ | -------------------------------------------- | -------- | --------- | ------- | -------- |
| 1. | 9 tháng 6 năm 2019 | Sân vận động Beira-Rio, Porto Alegre, Brasil | Honduras | 5–0       | 7–0     | Giao hữu |